# Takanori Aoki
Takanori Aoki (jap. 青木 孝徳, Aoki Takanori; * 30. Oktober 1977) ist ein japanischer Badmintonspieler. 

## Karriere
Takanori Aoki nahm 2001 im Herrendoppel mit Toru Matsumoto an der Weltmeisterschaft teil. Bei dieser Veranstaltung wurde er 17. in der Endabrechnung. 2001 siegte er auch bei den Auckland International. Zwei Jahre später gewann er die Giraldilla International.

## Sportliche Erfolge
| Saison | Veranstaltung            | Disziplin    | Platz | Name                           |
| ------ | ------------------------ | ------------ | ----- | ------------------------------ |
| 2001   | Weltmeisterschaft        | Herrendoppel | 17    | Takanori Aoki / Toru Matsumoto |
| 2001   | Auckland International   | Herrendoppel | 1     | Takanori Aoki / Toru Matsumoto |
| 2003   | Giraldilla International | Mixed        | 1     | Takanori Aoki / Miyuki Tai     |